# The One and Only, Genuine, Original Family Band
Pour plus de détails, voir Fiche technique et Distribution.
The One and Only, Genuine, Original Family Band (litt. L'Authentique, Seule et Unique Fanfare familiale originale) est un film musical de Michael O'Herlihy, sorti en 1968. Il est adapté de l'autobiographie familiale de Laura Bower Van Nuys. Situé à l'époque de l'élection présidentielle américaine de 1888, le film dépeint la famille Bower, des pionniers américains qui s'installent dans le Territoire du Dakota.

## Synopsis
En 1888, le grand-père Renssaeler Bower dirige les 11 membres de sa famille à la fois comme patriarche et comme chef d'orchestre de la fanfare formée par la famille. Mais le très démocrate grand-père est ennuyé par ses enfants  dont Alice qui fricote avec un journaliste républicain, Joe Carder. Malgré des dissensions, la famille décide de partir s'installer dans le Dakota créé récemment mais qui doit être divisés en deux états.

## Fiche technique
- Titre : The One and Only, Genuine Family Band
- Réalisation : Michael O'Herlihy assisté de Paul L. Cameron
- Scénario : Lowell S. Hawley d'après l'autobiographie familiale de Laura Bower Van Nuys[1]
- Photographie : Frank Phillips
- Directeur artistique : Carroll Clark, Herman Allen Blumenthal
- Montage : Cotton Warburton
- Décors : Emile Kuri, Hal Gausman
- Artiste matte : Alan Maley
- Costumes : Chuck Keehne, Emily Sundby
- Maquillages : Gordon Hubbard
- Coiffures : La Rue Matheron
- Son : Robert O. Cook (supervision) ; Harold Lewis (mixage)
- Chorégraphie : Hugh Lambert
- Musique et chansons : Richard M. et Robert B. Sherman
  - Arrangements et orchestration : Jack Elliott assisté de James MacDonald
  - Montage musicale : Evelyn Kennedy
  - bruiteur danse : Jerry Trent
- Production : Bill Anderson ; Joseph L. McEveety (responsable de production)
- Société de production : Walt Disney Productions
- Société de distribution : Buena Vista Distribution
- Durée : 110 min. (1 h 50)
- Pays de production : États-Unis
- Langue : anglais
- Date de sortie :
  - États-Unis : 21 mars 1968

Sauf mention contraire, les informations proviennent des sources suivantes : Leonard Maltin, Dave Smith, Mark Arnold, IMDb

## Distribution
Source : Leonard Maltin, Dave Smith, Mark Arnold et IMDb

## Chansons du film
- The One and Only, Genuine, Original Family Band
- The Happiest Girl Alive
- Let's Put It Over with Grover
- Ten Feet off the Ground
- Dakota
- Bout Time
- Drummin' Drummin' Drummin'
- West o' the Wide Missouri
- Oh, Benjamin Harrison

## Sorties cinéma
Sauf mention contraire, les informations suivantes sont issues de l'Internet Movie Database.
- États-Unis : 21 mars 1968 (première mondiale à New York[3])
- Japon : 25 avril 1969

## Origine et production
Le film est initialement conçu comme un téléfilm en deux épisodes intitulé The Familly Band. Il est basé sur un roman autobiographique de Laura Bower Van Nuys. Mais en raison des bons retours et comme plusieurs productions à l'époque, le téléfilm se transforme en un film pour le cinéma. Walt Disney avait tellement apprécié selon Richard M. Sherman le film Le Plus Heureux des milliardaires (1967) qu'une autre comédie musicale a été produite en son honneur. Il confie la chorégraphie à Hugh Lambert.
Le studio Disney fait appel à des acteurs déjà présents dans des précédentes productions Disney pour cette famille de musiciens sur trois générations. Goldie Hawn fait sa première apparition cinématographique dans ce film et non pas dans Fleur de Cactus (1969) et partage l'écran avec son futur compagnon Kurt Russell. Pamelyn Ferdin, future voix des films d'animation des Peanuts et Jon Walmsley héros de la série La Famille des collines font aussi leurs débuts. Le rôle de Renssaeler Bower avait été proposé à Bing Crosby mais en raison d'un cachet trop élevé, le studio a préféré Walter Brennan. Ce dernier était souffrant, atteint d'un emphysème et devait avoir une bouteille d'oxygène. Plusieurs acteurs n'ont pas été payés comme le jeune Butch Patrick qui prend la parole durant la classe ou William Woodson qui interprète l'homme venu voir la famille puis l'emmène au Dakota. Buddy Ebsen avait pour habitude de faire des siestes durant les prises et l'équipe a posé pour une photo autour de lui assoupi.
Durant la production, l'absence de Walt Disney se fait sentir et d'après les souvenirs du scénariste Lowell Hawley durant une réunion de développement du scénario, où d'ordinaire Walt donnait ses directives, pas moins de huit avis différents se sont affrontés. Richard Sherman précise que Walt Disney a entendu le titre principal du film peu de temps avant sa mort et avant que la musique ne soit enregistrée.
L'actrice Goldie Jean Hawn alors au début de sa carrière a par la suite changé son nom pour Goldie Hawn. John Davidson se souvient que c'est durant la production du film qu'il entendit pour la première fois la phrase « Qu'aurait fait Walt ? » qui caractérise de nombreuses productions du studio Disney après la mort de Walt Disney. Malgré cela la production semble avoir été tendue car John Davidson n'a pas pu prendre congé pour les funérailles de son frère, à l'inverse de Lesley Ann Warren qui a été autorisée à s'absenter pour se marier à Jon Peters.

## Sortie et accueil
Le film sort au cinéma le 21 mars 1968 avec une première mondiale à New York et obtient un accueil relativement bon. Après ce film, Buddy Ebsen décide de revenir à la chanson après avoir joué plusieurs années le rôle de Jed Clampett dans la série télévisée The Beverly Hillbillies.
Le film a été diffusé en deux épisodes sous le titre The Family Band dans l'émission The Wonderful World of Disney le 23 et le 30 janvier 1972 sur NBC.
Le film a été édité en vidéo en 1981 et 1985. Le DVD du film contient des commentaires de John Davidson et Lesley Ann Warren et est sorti en 2004.

## Analyse
Leonard Maltin qualifie le film de comédie fantastique. Pour Mark Arnold le film est une comédie sous-estimée et divertissante avec des chansons mémorables composées par les frères Sherman. Il est proche du film Le Plus Heureux des milliardaires (1967) à la fois par la musique et la présence de  Lesley Ann Warren et John Davidson à nouveau en tourtereaux. Malgré des chansons entraînantes le film reste plat à cause selon Mark Arnold du contexte des élections présidentielles américaines des années 1880 (celle de 1888) assez difficile à appréhender comparé à Mary Poppins ou L'Apprentie sorcière. Lesley Ann Warren dit que c'est le dernier film sur lequel Walt Disney a travaillé tandis que John Davidson ajoute que c'est aussi la dernière production des frères Sherman pour Disney. Cette dernière affirmation est fausse car le duo de compositeur a participé à L'Apprentie sorcière (1971) mais aussi bien plus tard au film Les Aventures de Tigrou (2000).
Robert B. Sherman, un des principaux compositeurs de l'écurie Disney (notamment Le Livre de la jungle l'année précédente), traite du film dans ses mémoires.